# Lian Bichsel
Lian Bichsel (* 18. Mai 2004 in Olten) ist ein Schweizer Eishockeyspieler, der seit Mai 2023 bei den Dallas Stars aus der National Hockey League (NHL) unter Vertrag steht und für deren Farmteam, die Texas Stars in der American Hockey League (AHL) auf der Position des Verteidigers spielt. Bichsel wurde von den Dallas Stars im NHL Entry Draft 2022 an 18. Stelle ausgewählt.

## Karriere
Bichsel verbrachte seine Jugendkarriere beim EHC Olten. Mit 17 Jahren wechselte er zum EHC Biel und spielte die Saison 2020/21 hauptsächlich in der U20-Mannschaft. Vier Spiele absolvierte er bei der ersten Mannschaft der Bieler. Nach einer Saison wechselte Bichsel zum Leksands IF nach Schweden. Beim NHL Entry Draft 2022 wurde er von den Dallas Stars aus der National Hockey League (NHL) in der ersten Runde an der 18. Stelle ausgewählt.
Im Mai 2023 statteten ihn die Dallas Stars mit einem dreijährigen Einstiegsvertrag aus. Der Verteidiger begann die Spielzeit 2023/24 daraufhin bei Dallas’ Farmteam, den Texas Stars aus der American Hockey League (AHL). Ende November 2023 wurde Bichsel für seine weitere Entwicklung bis zum Saisonende an den schwedischen Erstligisten Rögle BK ausgeliehen. Im Frühjahr 2024 kehrte der Schweizer zu den Texas Stars in die AHL zurück. Im Dezember 2024 kam er dann zu seinem Debüt für Dallas in der National Hockey League (NHL).

### International
Im Juniorenbereich nahm Bichsel an den Olympischen Jugend-Winterspielen 2020, der U18-Junioren-Weltmeisterschaft 2021 und U20-Junioren-Weltmeisterschaft 2023 teil. Ebenfalls spielte der Verteidiger beim Hlinka Gretzky Cup 2021 und der abgebrochenen U20-Junioren-Weltmeisterschaft 2022.
Sein Debüt in der Schweizer A-Nationalmannschaft feierte er im Verlauf der Saison 2022/23 auf der Euro Hockey Tour.

## Erfolge und Auszeichnungen
- 2025 Teilnahme am AHL All-Star Classic

## Karrierestatistik
Stand: Ende der Saison 2024/25

### International
Vertrat die Schweiz bei:
| - Olympischen Jugend-Winterspielen 2020 - U18-Junioren-Weltmeisterschaft 2021 - Hlinka Gretzky Cup 2021 | - abgebr. U20-Junioren-Weltmeisterschaft 2022 - U20-Junioren-Weltmeisterschaft 2023 |

(Legende zur Spielerstatistik: Sp oder GP = absolvierte Spiele; T oder G = erzielte Tore; V oder A = erzielte Assists; Pkt oder Pts = erzielte Scorerpunkte; SM oder PIM = erhaltene Strafminuten; +/− = Plus/Minus-Bilanz; PP = erzielte Überzahltore; SH = erzielte Unterzahltore; GW = erzielte Siegtore; 1 Play-downs/Relegation; Kursiv: Statistik nicht vollständig)